# تراپتو
تراپتو (به ایتالیایی: Trappeto) یک کومونه در ایتالیا است که در استان پالرمو واقع شده‌است.

## خصوصیات
تراپتو ۴٫۱ کیلومترمربع مساحت و ۳٬۱۰۳ نفر جمعیت دارد و ۸ متر بالاتر از سطح دریا واقع شده‌است.